# 請鬼
《請鬼》，是1984年上映的一部香港恐怖鬼片，由唐偉成執導，唐偉成監製，徐少強、戚美珍、黃哈、午馬主演。

## 劇情
Norman徐欠下賭債，因被追債而走投無路，毅然遠走泰國暫避風頭。Norman想起其父在泰國有一法師好友鬼王德，遂哀求其施法幫助以求脫貧。鬼王德以“請鬼”之術令其脫胎換骨，但Norman及後為追求Shella濫用鬼魂法力及沒有照鬼王德吩咐每天供奉鬼魂而觸怒冤鬼，猛鬼纏身使其得不償失。

## 演員表
| 演員   | 角色                                                                                                |
| 徐少強 | Norman徐 祥哥之子 哀求鬼王德施法請鬼，後脫胎換骨 為追求Shella指示劫匪到Shella家搶劫，後上演英雄救美 |
| 戚美珍 | Shella Norman徐之追求對象 被鬼魂意圖強姦                                                            |
| 黃哈   | 鬼王德 祥哥之友 授Norman徐請鬼之法助其消除霉運                                                      |
| 午馬   | 馬倫長 倫長珠寶行老闆 Norman徐之麻雀友                                                              |
| 唐偉成 | 四哥 追債人 在停車場追債時向Norman開槍，反被鬼魂反彈射殺                                            |
| 游劍安 | Billy Shella之同事 找法師為Shella驅鬼 被鬼魂以菲林片吊死                                            |
| 梁尚雲 | 法師 為Billy驅鬼不果，勸告其不要接近Norman徐                                                        |
| 黃拔景 | 祥哥 Norman徐之父 目睹鬼王德施法請鬼大開眼界 主線劇情前已病逝                                       |
| 戚毅雄 | |
| 米奇   | 劫匪 受Norman徐指示到Shella家搶劫                                                                   |
| 許文鋒 | |

## 軼事
- 相傳電影開段鬼王德邀請祥哥觀看其請鬼表演是真有其事。[3]